# Championnat de Yougoslavie de football 1932-1933
Navigation
Saison précédente Saison suivante
La saison 1932-1933 du Championnat de Yougoslavie de football était la onzième édition du championnat de première division en Yougoslavie. Onze clubs prennent part à la compétition et sont regroupées en une poule unique où ils affrontent deux fois leurs adversaires, à domicile et à l'extérieur.
C'est le club du BSK Belgrade qui remporte la compétition, en terminant en tête du classement final du championnat avec trois points d'avance sur le Hajduk Split. C'est le 2e titre de champion de Yougoslavie de l'histoire du club.

## Les clubs participants
| - Concordia Zagreb - Hajduk Split - SK Jugoslavija - HASK Zagreb - BASK Belgrade - Primorje Ljubljana - FK Slavija - BSK Belgrade - Slavija Osijek - FK Vojvodina Novi Sad - Građanski |

## Compétition

### Classement
Le classement est effectué en utilisant le barème classique (victoire à 2 points, match nul un point, défaite zéro point).
| Rang | Équipe                | Pts | J  | G  | N | P  | Bp | Bc | Diff |
| ---- | --------------------- | --- | -- | -- | - | -- | -- | -- | ---- |
| 1    | BSK Belgrade          | 31  | 20 | 14 | 3 | 3  | 66 | 21 | +45  |
| 2    | Hajduk Split          | 28  | 20 | 13 | 2 | 5  | 41 | 19 | +22  |
| 3    | SK Jugoslavija        | 23  | 20 | 10 | 3 | 7  | 34 | 27 | +7   |
| 4    | HAŠK Zagreb           | 23  | 20 | 10 | 3 | 7  | 37 | 33 | +4   |
| 5    | BASK Belgrade         | 23  | 20 | 10 | 3 | 7  | 42 | 37 | +5   |
| 6    | Građanski             | 21  | 20 | 10 | 1 | 9  | 32 | 32 | 0    |
| 7    | Concordia Zagreb (T)  | 18  | 20 | 7  | 4 | 9  | 39 | 40 | -1   |
| 8    | Primorje Ljubljana    | 17  | 20 | 7  | 3 | 10 | 39 | 47 | -8   |
| 9    | FK Slavija            | 16  | 20 | 7  | 2 | 11 | 37 | 48 | -11  |
| 10   | Slavija Osijek        | 10  | 20 | 4  | 2 | 14 | 22 | 54 | -32  |
| 11   | FK Vojvodina Novi Sad | 10  | 20 | 3  | 4 | 13 | 22 | 53 | -31  |

|  | Champion de Yougoslavie 1932-1933 |
|  | (T) : Tenant du titre             |

## Bilan de la saison
| Championnat de Yougoslavie de football 1932-1933                        |                         |
| Champion                                                                | BSK Belgrade (2e titre) |
| Promotions et relégations                                               |                         |
| Promus en Prva Liga                                                     | Aucun                   |
| Relégués en Championnat de Yougoslavie de football de deuxième division | Aucun                   |